# Protea burchellii
Protea burchellii (лат.) — кустарник, вид рода Протея (Protea) семейства Протейные (Proteaceae), эндемик юго-запада Капской области в Южной Африке.

## Таксономия

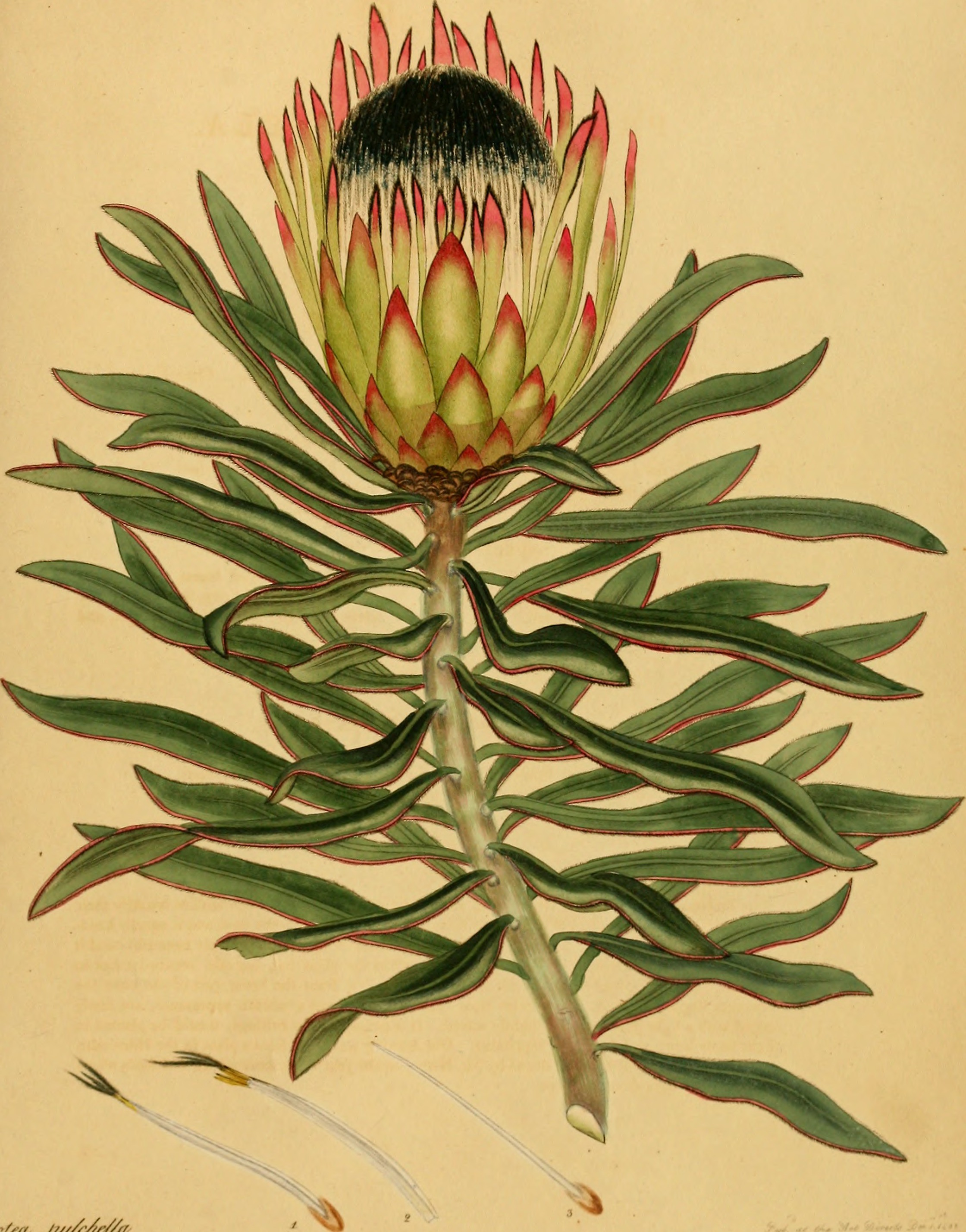
Иллюстрация 1797 года

Вид Protea burchellii был описан австрийским биологом Отто Штапфом во Flora Capensis в 1912 году. Хотя в то время Штапф не знал об этом, этот вид на самом деле был описан в других работах за столетие до него, но под названием P. pulchella или некоторыми из его синонимов.
Вид P. burchellii был впервые описан незадолго до начала XVIII века под названием P. pulchella Генри Кренком Эндрюсом в его журнале The Botanists 'Repository, однако это название было незаконным, поскольку оно уже использовалось за несколько лет до этого, в 1796 году, Генрихом Шрадером и Иоганном Кристофом Вендландом для растения, которое росло в Королевских садах Ганновера на территории современной Германии, которое, в свою очередь, в работе Роберта Броуна 1810 года О Proteaceae of Jussieu было перемещено в Petrophile pulchella.
Тем не менее Protea pulchella Эндрюса сохранилась. Ричард Энтони Солсбери перенёс его в Erodendrum pulchellum в печально известном On the cultivation of the plants belonging to the natural order of Proteeae 1809 года, опубликованном Солсбери от имени садовника Джозефа Найта, намного позже Отто Кунце перенес его в Scolymocephalus pulchellus в 1891 году, хотя его реклассификация рода Protea вскоре была отклонена. Эдвин Перси Филлипс описал разновидность P. pulchella var. undulata, также известную как разновидность β, для растения с листьями с волнистыми краями, которую затем Штапф описал как P. subpulchella в 1925 году.
Штапф обозначил как голотип образец, собранный английским исследователем Уильямом Джоном Берчеллом под номером 8332. Он был собран между перевалом сэра Лоури и заповедником Йонкерс-Хук, в районе Стелленбоса, в самом конце марта 1815 года. По словам южноафриканского ботаника Джона Патрика Рурка, Берчелл фактически собрал типовую серию, и поэтому в 1978 году соответственно обозначил один из двух листов с образцами, помеченных как Burchell8332, хранящихся в гербарии Кью, как лектотип; этот конкретный лист изначально был частью личного гербария Берчелла и был подарен гербарию Кью после его смерти его вдовой в 1865 году.
Видовое название дано в честь коллекционера типовых образцов Уильяма Берчелла.

## Ботаническое описание
Protea burchellii — раскидистый вечнозелёный разветвлённый кустарник высотой 1-2 м, иногда до 3 м и до 3 м в ширину. Ветви появляются из одного центрального разветвлённого подземного стебля. Согласно некоторым источникам, эти ветви прямостоячие. Верхняя, более молодая часть ветвей покрыта тонкими волосками.
Продолжительность жизни этого вида оценивается примерно в 20 лет. Растение растёт довольно быстро и при выращивании первые цветы могут появиться после того, как растению исполнится два года.
Листья глянцевые оливково-зелёного цвета с мелкими чёрными точками. Форма от линейной до узко продолговатой, утончённой в нижней части, с острым кончиком. Длина листьев 15-23 см, их ширина 1,7-2,5 см. Имеют выступающие жилки с обеих сторон, а боковые прожилки переходят в узкую, несколько утолщенную полосу по краю. Листья обычно гладкие, но у их основания и вокруг него может быть опушка из тонких волосков.

### Цветки и плоды
Цветёт зимой, в основном с июня по август в большей части естественного ареала, но иногда до весны на Капском полуострове. Цветки собраны вместе в псевданций, особый тип соцветия, который также называют цветочной головкой. У P. burchellii цветочная головка вырастает до 10 см в длину и до 7 см в диаметре, хотя в первоначальном описании указывалась длина 6,4 см и диаметр 3,8 см. Соцветие почти круглой формы, с закруглённым основанием и без цветоноса (т. н. сидячее).
Соцветие окружено лепестковидными отростками, называемыми «обволакивающими прицветниками». Прицветники часто розовые, но существуют формы с белыми, а также красными [4] и жёлтыми. Цветовой диапазон был описан как «от кремового до тёмно-карминового», или «тёмно-каштаново-коричневый» для внешних прицветников в первоначальном описании (возможно, на основе высушенного гербарного материала). Наружные прицветники имеют яйцевидную форму с тупыми кончиками, и в очень молодом возрасте покрыты слоем сероватой тонкой опушки, а края прицветников поначалу имеют реснитчатую форму, хотя вскоре реснички опадают и прицветники становятся гладкими. Внутренние прицветники имеют продолговатую и удлинённую форму с тупыми кончиками; они чуть меньше по длине, чем собственно цветки.
Растение однодомное, в каждом цветке представлены представители обоих полов. Лепестки и чашелистики цветков слиты в оболочку околоцветника длиной 3,2 см. Пыльники линейные, длиной 4,2 мм. Апикальные железы имеют длину 0,53 мм, продолговатую форму и заканчиваются тупым концом. Завязь густо опушена рыжеватыми волосками, имеет форму продолговато-лопастной формы. Столбик шиловидный и округлый в сечении, происходит от узко сжатого и наклонно-ланцетного основания, длиной 3,7 мм, опушён от верхушки до середины, сильно изогнут ниже середины и сужен в месте соединения с завязью.
Плод — орех. Семена хранятся в капсуле, остающейся в высушенном огнеупорном соцветии, которое, в свою очередь, остаётся прикрепленным к растению после созревания. Когда плод в конечном итоге высвобождается после того, как огонь стимулирует открытие капсул, семена разносятся ветром.

## Распространение и местообитание
Protea burchellii эндемик юга и юго-запада Капской области в Южной Африки, где она встречается только в Западно-Капской провинции. Ареал вида простирается от гор Готтентот-Голландия до гор реки Улифантс и на низменных равнинах на Капском полуострове до равнин Хопфилд. Изолированные популяции встречаются в Витценбергвлакте, Пикетберхе и в верхней части долины реки Бриде. Вид встречается также вокруг Парла и недалеко от города Мамре.
Произрастает в различных средах обитания, но предпочитает более плодородные почвы, полностью освещённых солнцем на более низких горных склонах. Было обнаружено, что Protea burchellii растёт в финбоше, реностервельде, как прибрежная растительность и на более плодородных сланцевых полосах. Часто растёт на сланцах, но также встречается и на других типах почв: аллювии, песке и силкрите; а также на граните. Встречается на высотах от 100 до 850 м.

## Экология
Периодические лесные пожары, которые происходят в ареале вида, уничтожают взрослые растения, но семена могут пережить такое событие, сохраняясь в старых цветочных головках. Опыление происходит благодаря птицам.

## Культивирование
Protea burchellii и его гибриды — популярные культуры в выращивании цветов на срезку.
Вид достаточно зимостойкий для использования в садах ЮАР. Многие гибридные разновидности коммерчески доступны в Южной Африке. Его можно использовать на альпийских горках, как основное растение или, из-за его средней высоты, как кустарник в среднем слое бордюра. Лучше всего выращивать на песчаной, хорошо дренированной, финбошной почве.
Размножение легче всего осуществляется путём посева семян, но может размножаться и черенками. Семена следует сеять неглубоко в мае в Южной Африке (поздней осенью) в хорошо дренированный субстрат, обработанный фунгицидом. Для прорастания необходимы тёплые дневные и холодные ночные температуры. Прорастание неравномерное, некоторые семена начинают прорастать через год после посева. Всходы легко погибают при чрезмерном поливе. Черенки можно срезать с верхушек побегов с декабря по март в Южной Африке. Их следует обработать гормоном укоренения, посадить в хорошо дренированный субстрат и поддерживать во влажном, но не переувлажнённом состоянии. Корни должны появиться примерно через пять недель.
Патогенная фитофтора — серьезное заболевание корней культурных растений. Заражённые растения вянут и сохнут, со временем желтеют, а затем погибают. Лучшее, что можно сделать в таких ситуациях, — это вырвать растение и сжечь его, обработать фунгицидом почву, где стояло растение, и больше не пересаживать протейные в этом месте.

## Охранный статус
В 1998 и 2008 годах P. burchellii считался обычным и не находящимся под угрозой исчезновения видом, но к этому времени вид уже считался вымершим на Капском полуострове, хотя позже был найден цветущим на горе Лайонс-Хед.
Вид был классифицирован как «уязвимый» в Красном списке южноафриканских растений Южноафриканским национальным институтом биоразнообразия в 2008 году; это было подтверждено снова в 2009 году. Считается, что общая численность вида сокращается.
P. burchellii растёт на территориях, обычно непригодных для сельского хозяйства, и большая часть утраты среды обитания произошла совсем недавно в 2008 году. Тем не менее, «историческая» популяция сократилась как минимум на 30 % из-за потери среды обитания примерно на 40 % в первую очередь на развитие сельского хозяйства. Это было особенно вызвано недавним успехом в разведении виноградников и оливковых садов. При сохранении жизнеспособности этих садов к 2028 году вероятно дальнейшее сокращение вида на 30 %. Другие угрозы включают чрезмерный сбор урожая, загрязнение, инвазивные растения, стихийные бедствия и изменения в динамике местных видов.